# Deh-e Qayed
Deh-e Qāyed о Deh Qā‘ed (farsi دهقايد) è una città dello shahrestān di Dashtestan, circoscrizione Centrale, nella provincia di Bushehr. Aveva, nel 2006, una popolazione di 6.271 abitanti.